# 河野典子
河野 典子（こうの のりこ、1959年3月6日 - ）は、日本の音楽評論家。専門は19世紀のイタリアオペラ。

## 人物
東京都出身。
東京藝術大学音楽学部声楽科卒業。1982年〜1989年、イタリアに在住。
帰国後、『音楽の友』『グランド・オペラ』などの各誌、オペラ団体の機関紙やウェブサイト、 オペラ、コンサートのプログラムなどに執筆。
CDライナーノーツの翻訳や字幕も手がけるほか、NHK-FM『オペラファンタスティカ』、WOWOW『メトロポリタン・オペラ』などに解説者として出演。

## 著書
・『イタリア・オペラ・ガイド』発行：フリースペース、発売：星雲社 2017 ISBN 978-4-434-23051-6
・ 共著『オペラハイライト25』（学研）